# Idol ze Zbrucza
Idol ze Zbrucza, idol zbruczański, idol z Liczkowiec, bałwan ze Zbrucza, pot. Światowid – kamienny idol pochodzący z XI wieku, wydobyty w 1848 roku z rzeki Zbrucz w pobliżu wsi Liczkowce koło Husiatyna na Podolu.
Nazwa rzeźby wynika z podwójnej pomyłki: nadana została przez Joachima Lelewela, który oceniając wygląd rzeźby uznał ją błędnie za przedstawienie połabskiego Świętowita, którego imię zapisane po łacinie w formie Svantevit rozszyfrował błędnie jako Światowid, co miało znaczyć „patrzący w cztery strony świata”.
Idol – wysoki na 2,57 m – wykonany jest z wapienia, ma w przybliżeniu kwadratowy przekrój szerokości 29–30 cm i waży ok. pół tony. Od 1851 roku Światowid ze Zbrucza znajduje się w Krakowie, gdzie stanowi część zbiorów Muzeum Archeologicznego.

## Badania archeologiczne
Przeprowadzone w latach 80. XX wieku badania Borysa Tymoszczuka i Iriny Rusanowej wykazały, że pierwotnie idol znajdował się prawdopodobnie na położonej niedaleko Zbrucza górze Bohod (Bogit), gdzie odkryto kamienny krąg z ośmioma ogniskami i miejscem na czworokątną figurę. Dzięki analizie chemicznej wykryto na posągu ślady pokrywającej go niegdyś czerwonej farby.

### Datowanie zabytku
Czas powstania rzeźby pozostaje dyskusyjny, a tym samym nie ma całkowitej pewności co do jej etnicznej atrybucji. Według opinii części badaczy możliwe jest inne niż słowiańskie pochodzenie Światowida; zgodnie z tymi hipotezami idol pierwotne należał np. do Traków albo ludów irańskich, tureckich lub też do Waregów czy nawet Celtów. Od któregoś z tych ludów miał trafić w ręce Słowian. Spotyka się też opinie, że idol jest XIX-wieczną mistyfikacją, powstałą na fali zainteresowania słowiańskimi starożytnościami w epoce romantyzmu; powstanie obiektu mogło mieć np. związek z zainteresowaniami literackimi i historycznymi zamieszkałego w Liczkowcach Tymona Zaborowskiego.
Zdaniem Janusza Cieślika posąg, mimo pogańskiego charakteru, pochodzi już z czasów po chrystianizacji, a sposób przedstawienia zawartych na nim treści wskazuje na inspirację twórcy XI-wieczną sztuką ruskiego chrześcijaństwa.

## Układ
Posąg zdobią płaskorzeźby ułożone w trzy poziome pasy. Cztery górne figury połączone są wspólnym kapeluszem. Na stronie A u góry znajduje się postać z rogiem w prawej ręce, w środkowym pasie zaś figura żeńska. Na stronie B widnieje postać z pierścieniem (lub naramiennikiem), pod którą znajduje się figura żeńska. Na stronie C umieszczono mężczyznę z szablą u pasa i konia, poniżej nich zaś figurę męską. Na stronie D znajduje się postać męska bez atrybutów, a pod nią figura tej samej płci. W pasie dolnym posągu, na jego trzech stronach, umieszczona jest postać z rękami wyciągniętymi do góry. Nie przedstawiono jej na stronie D, która zawiera jedynie niewielki wizerunek koła.
|        | Strona A                              | Strona B                              | Strona C                              | Strona D  |
| ------ | ------------------------------------- | ------------------------------------- | ------------------------------------- | --------- |
| I      | Postać z pierścieniem                 | Postać z rogiem w prawej ręce         | Mężczyzna z szablą i koń              | Mężczyzna |
| II     | Kobieta                               | Kobieta                               | Mężczyzna                             | Mężczyzna |
| III    | Postać z rękami wyciągniętymi do góry | Postać z rękami wyciągniętymi do góry | Postać z rękami wyciągniętymi do góry | Rozeta    |
| bóstwo | Łada                                  | Mokosz                                | Perun                                 | Dażbóg    |

## Symbolika

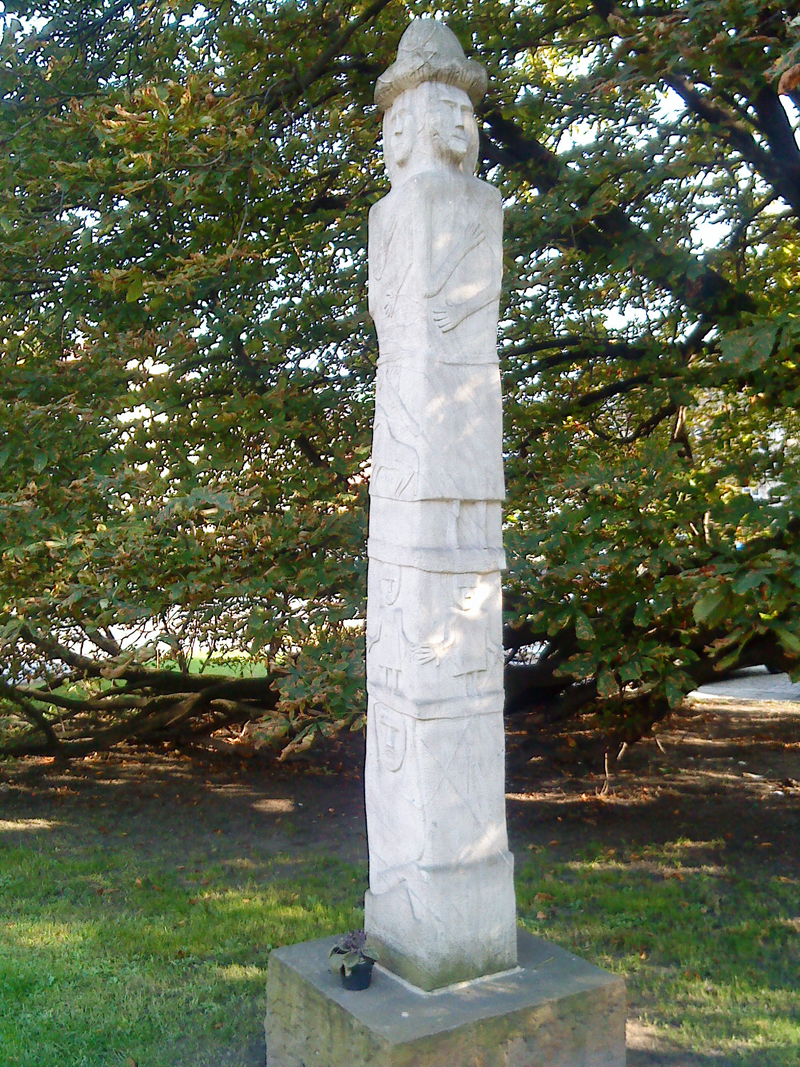
Kopia posągu ze Zbrucza znajdująca się w Krakowie.

Symboliczne znaczenie posągu jest przedmiotem sporów. Powszechnie przyjęty dawniej pogląd, że posąg przedstawia „Światowida” (błędnie odczytane imię połabskiego Świętowita), uznaje się obecnie za niewłaściwy, gdyż wedle zachowanych opisów kronikarskich wyobrażenia Świętowita różniły się znacznie od słupa zbruczańskiego.
Według koncepcji Borisa Rybakowa górny pas posągu wyobraża główne bóstwa słowiańskiego panteonu, czyli kolejno: postać z rogiem – Mokosz, postać z pierścieniem – Ładę, postać z mieczem i koniem – Peruna, postać bez atrybutów zaś Dażboga. Figura u dołu posągu miałaby być Welesem (Trzygłowem). Rybakow utożsamiał posąg jako całość z Rodem, jego zdaniem naczelnym bóstwem słowiańskim. Rzeźba ma, według tegoż uczonego, kształt falliczny, oddający ideę płodności. Zdaniem Leszka Pawła Słupeckiego interpretacji Rybakowa przeczy jedna głowa postaci, a cztery jej oblicza wyobrażają cztery aspekty Peruna. Janusz Kotlarczyk dopatrywał się w „Światowidzie” przedstawienia Swarożyca.
Według Adama Łapińskiego całość posągu stanowi symboliczne odwzorowanie osi kosmicznej. Górny pas posągu interpretuje się jako sferę niebiańską, środkowy jako świat zamieszkany przez ludzi, dolny zaś utożsamiany jest z podziemiami.
Światowid w nowoczesnej kulturze polskiej został wykorzystany jako symbol na przykład w Ilustrowanym Kurierze Codziennym, w winiecie którego w 1925 roku wprowadzono jego stylizowany znak, jako metafory wielokulturowości a także niewzruszonego spokoju wobec światowych zawieruch. Ta sama firma wydawała równocześnie osobny tygodnik pod tym tytułem.